# Marze Peak
Der Marze Peak ist ein felsiger Berg mit zwei Gipfeln im westantarktischen Ellsworthland. Er ragt am südlichen Ende eines Bergkamms zwischen dem Wessbecher-Gletscher und dem Hudman-Gletscher am Südende der Sentinel Range des Ellsworthgebirges auf.
Der United States Geological Survey kartierte ihn anhand eigener Vermessungen und mithilfe von Luftaufnahmen der United States Navy zwischen 1957 und 1959. Das Advisory Committee on Antarctic Names benannte ihn 1961 nach Marion Oscar Marze (1924–1956), Flugzeugmaschinist der US Navy, der am 18. Oktober 1956 beim Absturz einer Lockheed P2V Neptune am McMurdo-Sund ums Leben gekommen war.